# Forêts de La Réunion

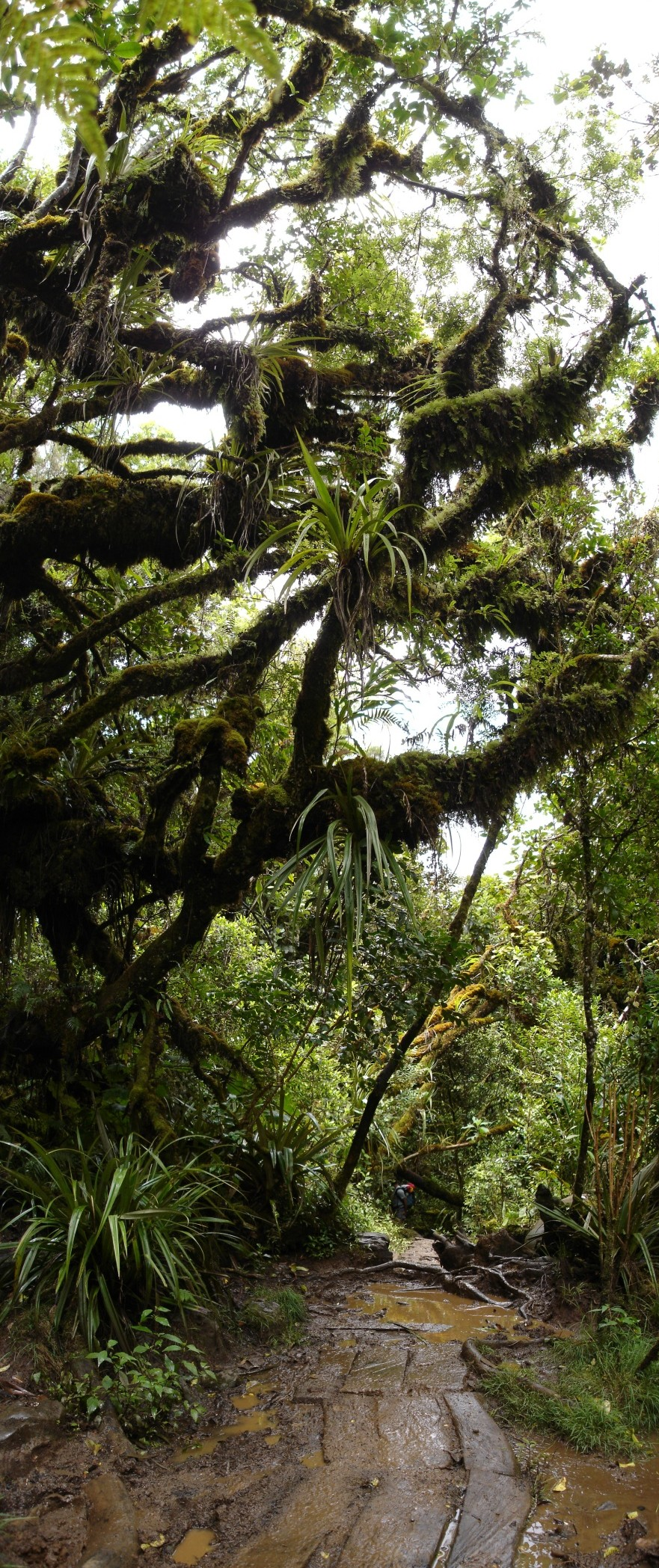
Vue d'un sentier dans la forêt de Bélouve.

Les forêts de La Réunion couvrent une bonne partie de cette île française du sud-ouest de l'océan Indien, en particulier son intérieur montagneux, les Hauts. Seules quelques forêts du littoral ont échappé  à l'urbanisme.

## Forêts des hauts
Elles concentrent des formations végétales originales telles que l'avoune et qui sont d'ailleurs pour la plupart protégées par le parc national de La Réunion, qui couvre l'essentiel de l'espace montagneux central. Ces forêts d'altitude  sont qualifiées de "bois de couleur des Hauts".

## Forêts littorales
Ne subsistent que des lambeaux des anciennes forêts littorales comme la forêt de L'Étang-Salé ou celle du Grand Brûlé, deux forêts de bois de couleur des Bas.
La forêt semi-sèche réunionnaise, composée de nombreuses espèces endémiques ou indigènes, ne représente que 1 % de sa surface d’origine, sur quelques îlots de végétation sporadiques. Elle est menacée de disparaître, et avec elle un fragment de la biodiversité mondiale. Des « reliques » subsistent notamment autour de la Grande Chaloupe, dans les ravines comprises entre  La Possession et le village de Saint-Bernard. Le Conservatoire du littoral, grâce à des fonds européens et avec l'aide de chantiers de bénévoles, cultive et réintroduit des milliers de plants afin de recréer un continuum écologique et de lutter contre la prolifération des espèces exotiques envahissantes.

## Liste non exhaustive
| Forêt                                              | Communes                                |
| -------------------------------------------------- | --------------------------------------- |
| Forêt de Bébour                                    | Saint-Benoît                            |
| Forêt de Bélouve                                   | Salazie                                 |
| Forêt des Hauts-sous-le-Vent                       | Saint-Paul, Trois-Bassins et Saint-Leu  |
| Forêt de Bois Blanc                                | Sainte-Rose                             |
| Forêt domaniale de la Côte sous le Vent            | Saint-Paul                              |
| Forêt du Cratère                                   | Saint-Benoît                            |
| Forêt de la Crête                                  | Saint-Joseph                            |
| Forêt de Dioré                                     | Saint-André                             |
| Forêt de L'Étang-Salé                              | L'Étang-Salé                            |
| Forêt du Grand Brûlé                               | Saint-Philippe et Sainte-Rose           |
| Forêt de Grand Coude                               | Saint-Joseph                            |
| Forêt de Grand Étang                               | La Plaine-des-Palmistes et Saint-Benoît |
| Forêt du Grand Matarum                             | Cilaos                                  |
| Forêt de la Grande Chaloupe                        | Saint-Denis                             |
| Forêt des Makes                                    | Saint-Louis                             |
| Forêt de la Mare à Joseph                          | Cilaos                                  |
| Forêt de Mare Longue                               | Saint-Philippe                          |
| Forêt Mourouvin                                    | Sainte-Rose                             |
| Forêt de Notre-Dame de la Paix                     | Le Tampon                               |
| Forêt de la Petite Plaine                          | La Plaine-des-Palmistes.                |
| Forêt du Piton Papangue                            | Saint-Benoît                            |
| Forêt de la plaine des Cafres et du piton de l'Eau | Le Tampon                               |
| Forêt de la plaine des Fougères                    | Sainte-Marie et Sainte- Suzanne         |
| Forêt de la plaine des Lianes                      | Bras-Panon                              |
| Forêt de La Providence                             | Saint-Denis                             |
| Forêt de la Rivière des Remparts                   | Saint-Joseph                            |
| Forêt de Sainte-Marguerite                         | Saint-Benoît                            |
| Forêt des Tamarins                                 | La Possession et Saint-Paul             |
| Forêt du Tapcal                                    | Cilaos                                  |
| Forêt du Tévelave                                  | Les Avirons                             |
| Forêt de Villeneuve                                | Saint-Benoît                            |